# Eburia bimaculata
Eburia bimaculata är en skalbaggsart som först beskrevs av Voet 1778.  Eburia bimaculata ingår i släktet Eburia och familjen långhorningar. Inga underarter finns listade i Catalogue of Life.